# Christian Walder
Christian Walder est un skieur alpin autrichien, né le 31 août 1991.

## Biographie
Il est présent sur le circuit de Coupe d'Europe depuis décembre 2008, obtenant son premier podium en février 2012 à La Thuile (super G) et sa première victoire en janvier 2014 à Val d'Isère (descente). 
Il prend son premier départ en Coupe du monde en décembre 2015 à Val Gardena. Deux mois plus tard, il marque ses premiers points avec une 29e place à Hinterstoder.
Durant la saison 2016-2017, il obtient ses plusieurs résultats dans les vingt premiers dont une onzième place à Kvitfjell en super G.

## Palmarès

### Coupe du monde
- Meilleur classement général : 56e en 2018.
- 1 podium : 1 troisième place.

#### Classement
| Saison | Général | Slalom | Slalom géant | Super G | Descente | Combiné |
| ------ | ------- | ------ | ------------ | ------- | -------- | ------- |
| 2016   | 157e    | —      | —            | 58e     | —        | —       |
| 2017   | 76e     | —      | —            | 29e     | 32e      | 37e     |
| 2018   | 56e     | —      | —            | 18e     | 33e      | —       |
| 2019   | 57e     | —      | —            | 18e     | 29e      | —       |
| 2020   | 68e     | —      | —            | 14e     | 38e      | —       |
| 2021   | 58e     | —      | —            | 8e      | 53e      | —       |

### Coupe d'Europe
- 2e du classement général en 2015-2016.
- Vainqueur du classement de la descente en 2016.
- 5 victoires (3 en super G et 2 en descente).

Palmarès en mars 2019.